# گرگ سالکین
گرگ سالکین (انگلیسی: Gregg Sulkin؛ زادهٔ ۲۹ مهٔ ۱۹۹۲) هنرپیشه اهل کشور بریتانیا است. وی نخستین بار در سال ۲۰۰۲ و در سن ۱۰ سالگی جلوی دوربین رفت. از فیلم‌هایی که وی در آن نقش داشته‌است می‌توان به شصت و شش و جادوگران محله ویورلی و بازگشت جادوگران: الکس در مقابل الکس اشاره کرد.
از مهم‌ترین نقش‌های وی می‌توان به سریال تظاهر(faking it) اشاره کرد.